# Somogyacsa
Somogyacsa là một thị trấn thuộc hạt Somogy, Hungary. Thị trấn này có diện tích 24,46 km², dân số năm 2010 là 160 người, mật độ 7 người/km².